# UNGG-Reaktor

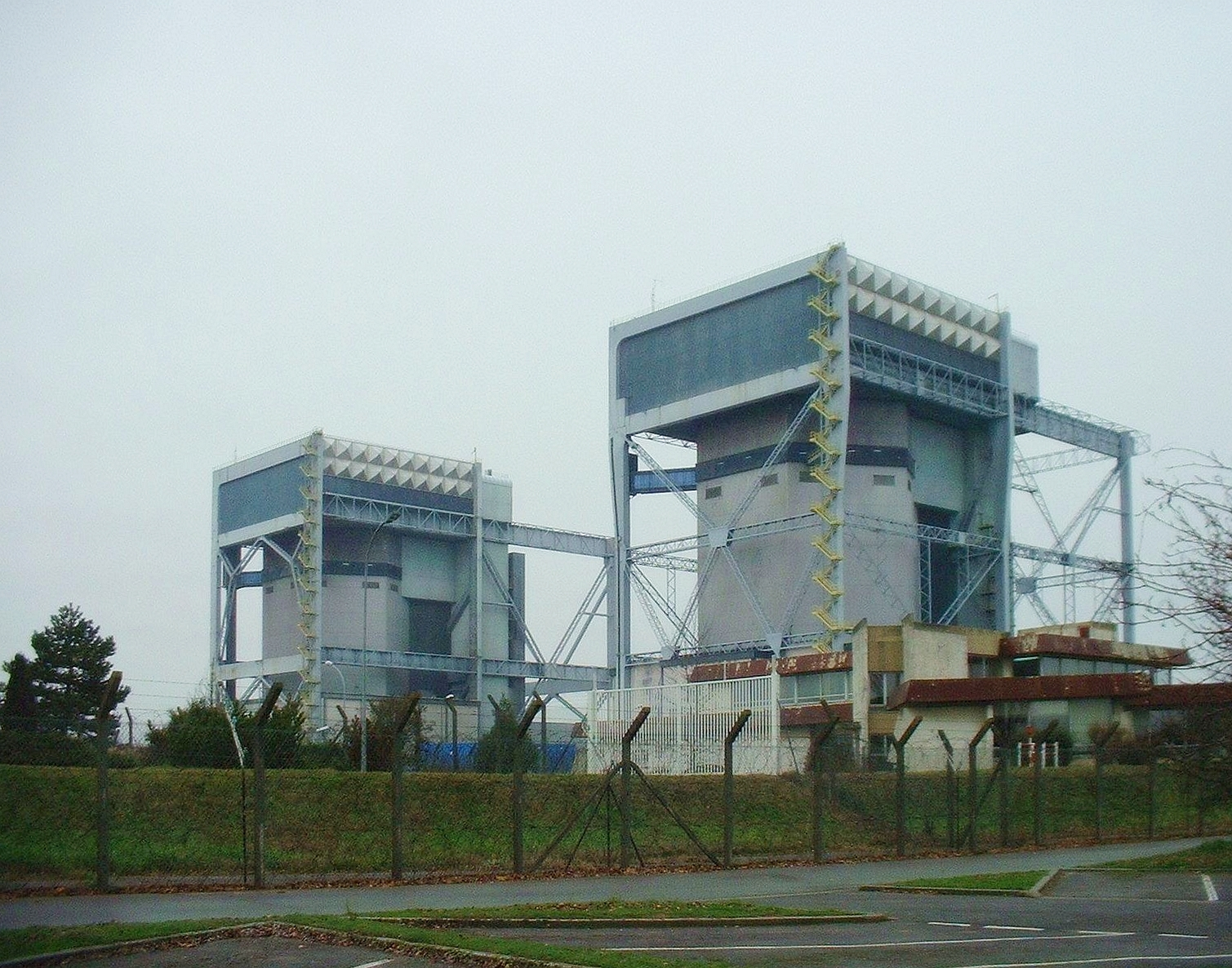
Die beiden UNGG-Reaktoren im Kernkraftwerk Saint-Laurent

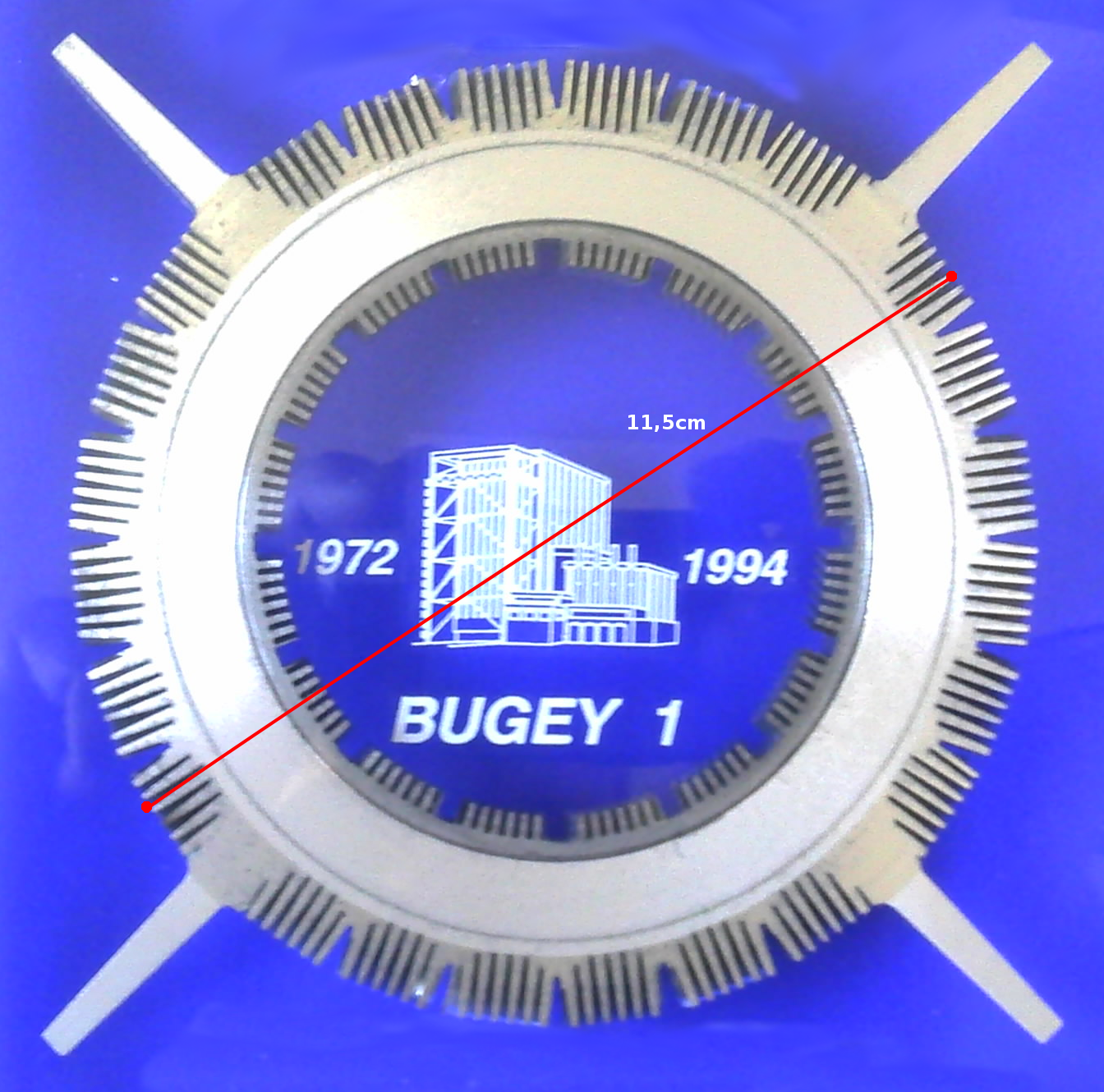
Eine abgetrennte Sektion einer Brennstoff-Kartusche aus dem UNGG Reaktor Bugey-1, sichtbar der Kühlkanal im Inneren

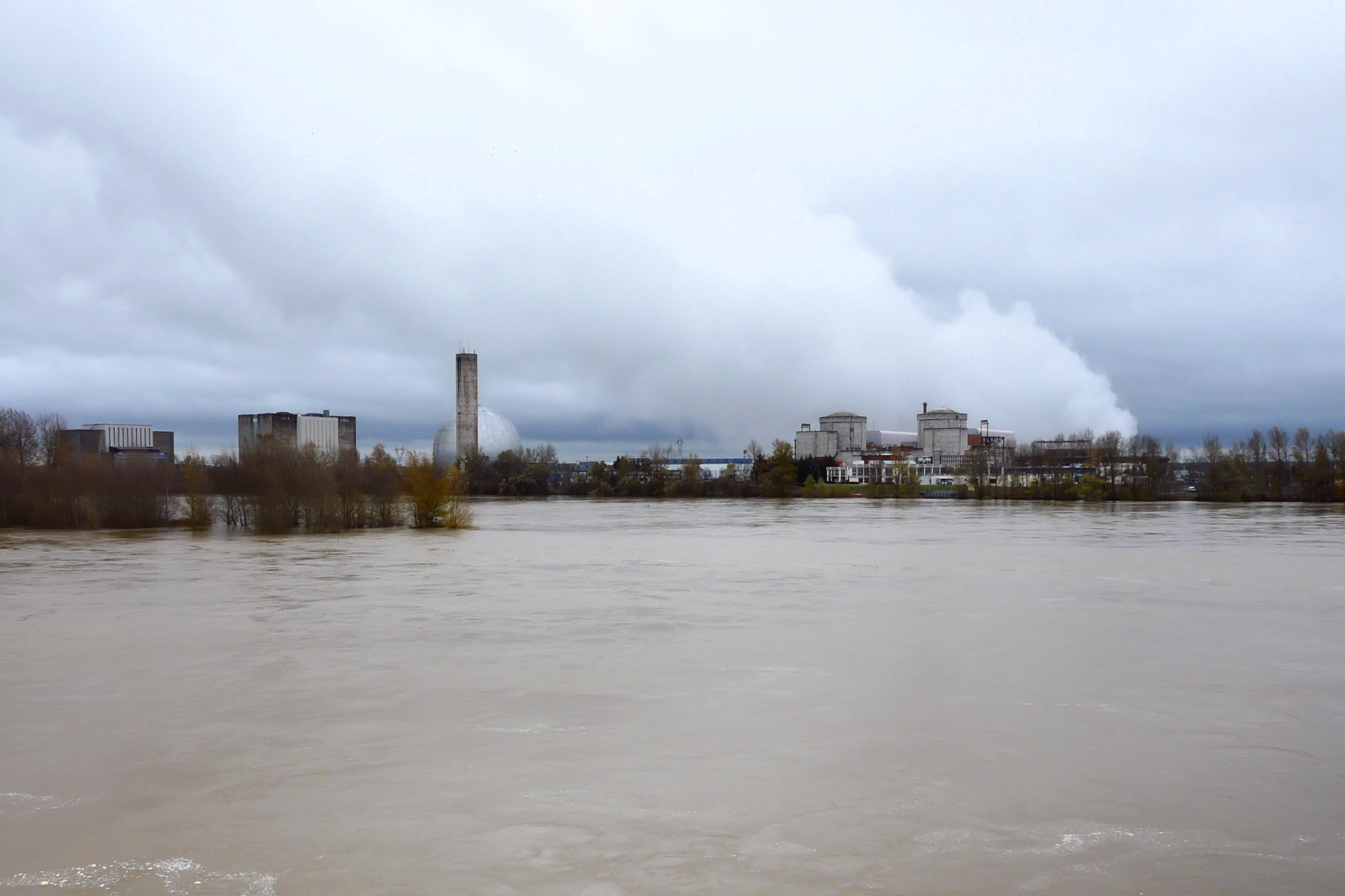
Kernkraftwerk Chinon mit drei UNGG-Reaktoren

Kernreaktoren der Baureihe UNGG (französisch Uranium Naturel Graphite Gaz ‚Natururan Graphit Gas‘) wurden in Frankreich und Spanien gebaut. Das Programm gasgekühlter Reaktoren in Frankreich bestand ursprünglich aus acht der mit Natururan betriebenen, gasgekühlten und graphitmoderierten Reaktoren der ersten Generation. Sie sind mittlerweile allesamt abgeschaltet. Alle acht Reaktoren zusammen besaßen eine Nettoleistung von 2375 MWe und waren zusammengerechnet 163 Jahre in Betrieb.
Die Natururanreaktoren nutzen Graphit als Moderator und Kohlenstoffdioxid (CO2) unter Druck als Kühlmittel. In den französischen Reaktoren bestand der Reaktorkern aus einem Stapel von Graphit-Ziegeln in sechseckiger Form. Durch jeden Ziegel führte ein Kanal. In jedem dieser Kanäle war Brennstoff in Form von Kassetten untergebracht, worin Gas zirkulierte.
Die französische Erfahrung mit dem Betrieb gasgekühlter Reaktoren begann 1959 mit der Inbetriebnahme des G2-Reaktors im Kernkraftwerk Marcoule.
Der Reaktortyp wurde gemeinsam vom  Commissariat à l’énergie atomique (CEA) und von Électricité de France (EDF) entwickelt. Der erste UNGG-Reaktor, der G1 in Marcoule, wurde im Jahr 1956 in Betrieb genommen. Der letzte, Bugey 1, folgte 1972.
Sowohl in Frankreich als auch in Spanien kam es jeweils in einem UNGG-Reaktor zu den schwersten Störfällen in der Geschichte des Landes. In Frankreich ereigneten sich am 17. Oktober 1969 und am 13. März 1980 Unfälle (INES 4) in den Reaktoren im Kernkraftwerk Saint-Laurent, bei denen es zu partiellen Kernschmelzen kam, am 19. Oktober 1989 ereignete sich in dem Reaktor in Vandellòs ein schwerer Störfall, bei dem der Block irreparabel geschädigt wurde, woraufhin er stillgelegt werden musste.
Ende der 1960er-Jahre beschloss die EDF, auf die UNGG-Baureihe zu verzichten und ab diesem Zeitpunkt nur noch Druckwasserreaktoren zu errichten.
Um die UNGG-Reaktoren in Chinon, Bugey und Saint-Laurent stillzulegen, wählte die EDF teilweise oder endgültige Demontage, die seit der Stilllegung andauert. In Frankreich ist in Marcoule eine Recycling-Anlage für Stahl aus demontierten kerntechnischen Anlagen in Bau. Dieses Metall ist voraussichtlich radioaktiv kontaminiert, kann aber für andere Kernkraftwerke recycelt werden.

## Standorte
An folgenden Kernkraftwerks-Standorten waren UNGG-Reaktoren in Betrieb (Stückzahl):
Frankreich
- Bugey (1)
- Chinon (3)
- Marcoule (3)
- Saint-Laurent (2)

Spanien
- Vandellòs (1)